# Latridius jantaricus
Latridius jantaricus es una especie de coleóptero de la familia Latridiidae.

## Distribución geográfica
Habita en la región del Mar Báltico.